# Horná Poruba
Horná Poruba je obec v západní části Strážovských vrchů v okrese Ilava na Slovensku. Žije v ní přibližně 1 100 obyvatel.

## Historie
První písemná zmínka o vesnici je v listinách Košeckého panství z roku 1355. Obec, tehdy zmiňována jako Poruba, patřila vrchnosti z Košece. Roku 1397 byla vesnice rozdělena na Malou (Dolní) a Velkou (Horní) Porubu.

## Přírodní poměry
Obec leží v nadmořské výšce 410 metrů a do jejího správního území zasahuje část národní přírodní rezervace Vápeč.

## Pamětihodnosti
Ve vsi stojí římskokatolický kostel svaté Kateřiny Alexandrijské z roku 1830.